# Mill en Sint Hubert
Mill en Sint Hubert este o comună în provincia Brabantul de Nord, Țările de Jos. Comuna este numită după cele două localități principale: Mill și Sint Hubert.

## Localități componente
Langenboom, Mill, Sint Hubert, Wilbertoord